# Martin Hoffmann
Martin Hoffmann, född 22 mars 1955 i Gommern i Östtyskland, är en tidigare östtysk fotbollsspelare som tog OS-guld i fotbollsturneringen vid de olympiska sommarspelen 1976 i Montréal.